# 時光的腳步聲
《時光的腳步聲》，是日本樂團可苦可樂的第16張單曲。2008年10月29日發行。

## 簡介
前作《湛藍而溫柔》約1年之後的單曲。
從《只在這裡盛開的花》到《時光的腳步聲》連續六作都是電視劇主題曲。
由速水直道主演的電視劇的主題曲將是《以你為名的翅膀》《蕾》之後的第三部作品。
新垣結衣曾將《紅線》一曲翻唱。
這首歌在第59回NHK紅白歌合戰中被演唱。

## 收錄曲目
全編曲：可苦可樂
1. 時光的腳步聲（時の足音）作詞、作曲：可苦可樂
  - 日本電視台電視劇的A咖童星在我家的主題曲
2. 紅線作詞、作曲：小淵健太郎
  - 日本生命保險的電視廣告歌曲
3. 獵戶座之參宿四（ベテルギウス）作詞、作曲：小淵健太郎
  - 日產方塊的電視廣告歌曲[3]
4. 時光的腳步聲 (Instrumental)
5. 紅線 (Instrumental)
6. 獵戶座之參宿四 (Instrumental)

## 外部連結
- 時光的腳步聲 初回限定盤 （页面存档备份，存于）
- 時光的腳步聲 通常盤 （页面存档备份，存于）